# باشگاه فوتبال نسا عشق‌آباد
باشگاه فوتبال نسا عشق‌آباد (انگلیسی: Nisa Aşgabat) یک باشگاه فوتبال از ترکمنستان است که در شهر عشق‌آباد قرار دارد. نام این باشگاه از شهر تاریخی نسا که یکی از پایتخت‌های اشکانیان است گرفته شده‌است.